# بوگلیاسکو
بوگلیاسکو (به ایتالیایی: Bogliasco) یک کومونه در ایتالیا است که در استان جنوا واقع شده‌است.

## خصوصیات
بوگلیاسکو ۴٫۴ کیلومترمربع مساحت و ۴٬۵۷۱ نفر جمعیت دارد و ۲۵ متر بالاتر از سطح دریا واقع شده‌است.

## خواهرخوانده
شهر چیویلکوی خواهرخواندهٔ بوگلیاسکو هست.